# Comuna Ciucea, Cluj
Ciucea (în maghiară: Csucsa) este o comună în județul Cluj, Transilvania, România, formată din satele Ciucea (reședința) și Vânători.
În anul 2002, prin Legea Nr. 492 din 11 iulie 2002, de la comuna Ciucea s-au desprins satele: Negreni, Bucea și Prelucele, formând comuna Negreni.
Din punct de vedere etnografic, comuna face parte din Țara Călatei (în maghiară Kalotaszeg).

## Așezare
Comuna Ciucea este situată în partea de nord-vest a județului Cluj, la limita cu județul Sălaj, pe DN1, la o distanță de 72 de km. față de municipiul Cluj Napoca și 78 de km. față de Oradea și este străbătută de valea Crișului Repede.

## Demografie
Componența etnică a comunei Ciucea
     Români (92,58%)
     Alte etnii (0,39%)
     Necunoscută (7,04%)
Componența confesională a comunei Ciucea
     Ortodocși (82,37%)
     Penticostali (3,17%)
     Baptiști (2,71%)
     Martori ai lui Iehova (1,78%)
     Greco-catolici (1,47%)
     Alte religii (1,01%)
     Necunoscută (7,5%)
Conform recensământului efectuat în 2021, populația comunei Ciucea se ridică la 1.293 de locuitori, în scădere față de recensământul anterior din 2011, când fuseseră înregistrați 1.547 de locuitori. Majoritatea locuitorilor sunt români (92,58%), iar pentru 7,04% nu se cunoaște apartenența etnică. Din punct de vedere confesional, majoritatea locuitorilor sunt ortodocși (82,37%), cu minorități de penticostali (3,17%), baptiști (2,71%), martori ai lui Iehova (1,78%) și greco-catolici (1,47%), iar pentru 7,5% nu se cunoaște apartenența confesională.
De-a lungul timpului populația comunei a evoluat astfel:
Ciucea - evoluția demografică

|  | Graficele sunt indisponibile din cauza unor probleme tehnice. Mai multe informații se găsesc la Phabricator și la wiki-ul MediaWiki. |

Date: Recensăminte sau birourile de statistică - grafică realizată de Wikipedia

## Politică și administrație
Comuna Ciucea este administrată de un primar și un consiliu local compus din 9 consilieri. Primarul, Radu Florin Abrudan[*], de la Partidul Național Liberal, este în funcție din 2012. Începând cu alegerile locale din 2024, consiliul local are următoarea componență pe partide politice:
|  | Partid                    | Consilieri | Componența Consiliului | Componența Consiliului | Componența Consiliului | Componența Consiliului | Componența Consiliului | Componența Consiliului | Componența Consiliului |
|  | ------------------------- | ---------- | ---------------------- | ---------------------- | ---------------------- | ---------------------- | ---------------------- | ---------------------- | ---------------------- |
|  | Partidul Național Liberal | 7          |                        |                        |                        |                        |                        |                        |                        |
|  | Partidul Social Democrat  | 2          |                        |                        |                        |                        |                        |                        |                        |

## Atracții turistice
- Mănăstirea "Adormirea Maicii Domnului"
- Biserica de lemn strămutată din satul Sălăjan Gălpâia
- Biserica reformată din satul Ciucea
- Ansamblul muzeal al Conacului Octavian Goga:

- Casa memorială Ady Endre
- Muzeul de artă etnografică (Casa albă)
- Mausoleul Iubirii - mormântul soților Veturia Goga și Octavian Goga
- Biblioteca poetului
- Salonul de muzică
- Salonul de primire
- Salonul Galben
- Fântâna romană
- Valea Crișului Repede
- Turnurile de supravegere a limesului (epoca romană) din satul Vânători
- Valea Poicului

## Vezi și
- Conacul Octavian Goga din Ciucea
- Biserica de lemn din Ciucea

## Galerie de imagini

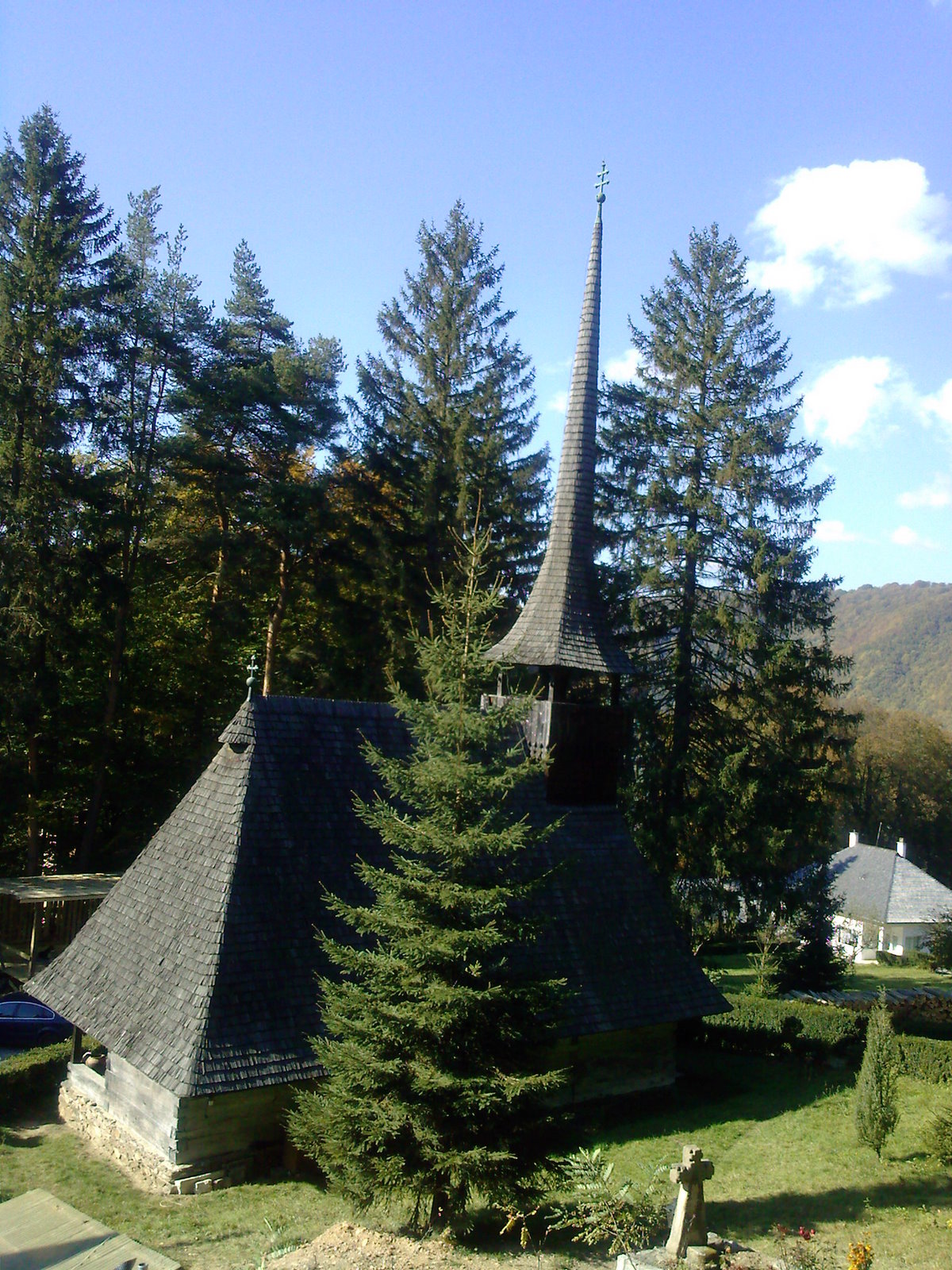
Biserica de lemn din Gălpâia (astăzi la Ciucea)
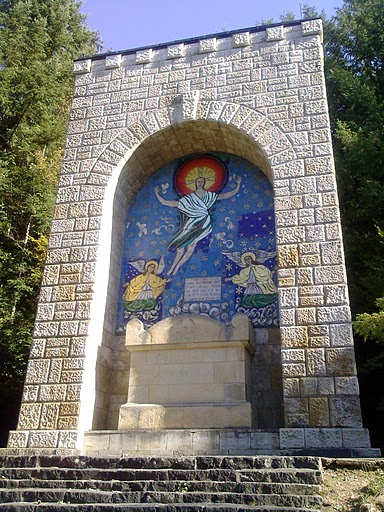
Mausoleul Iubirii de la muzeul "Octavian Goga"
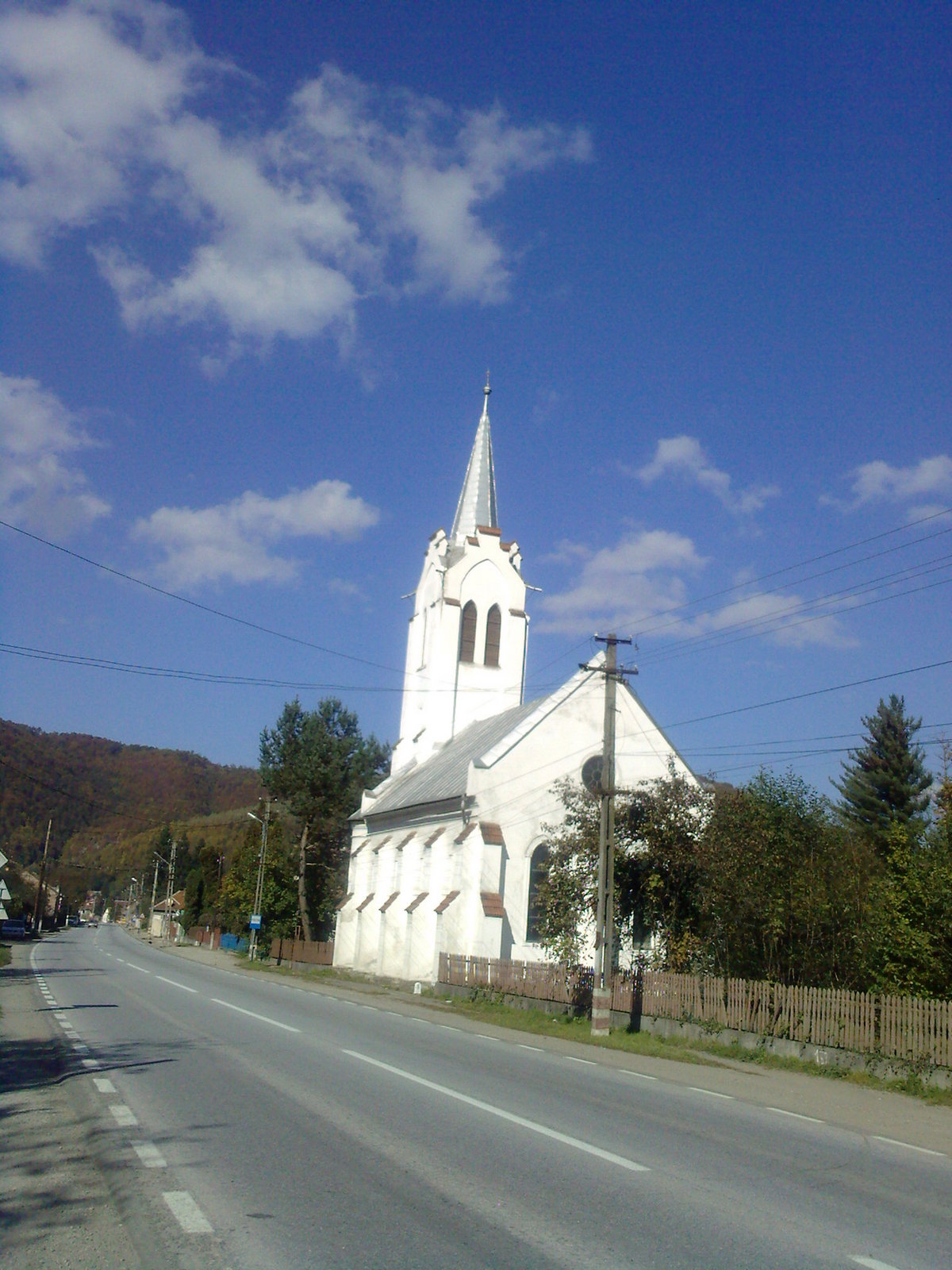
Biserica reformată-calvină
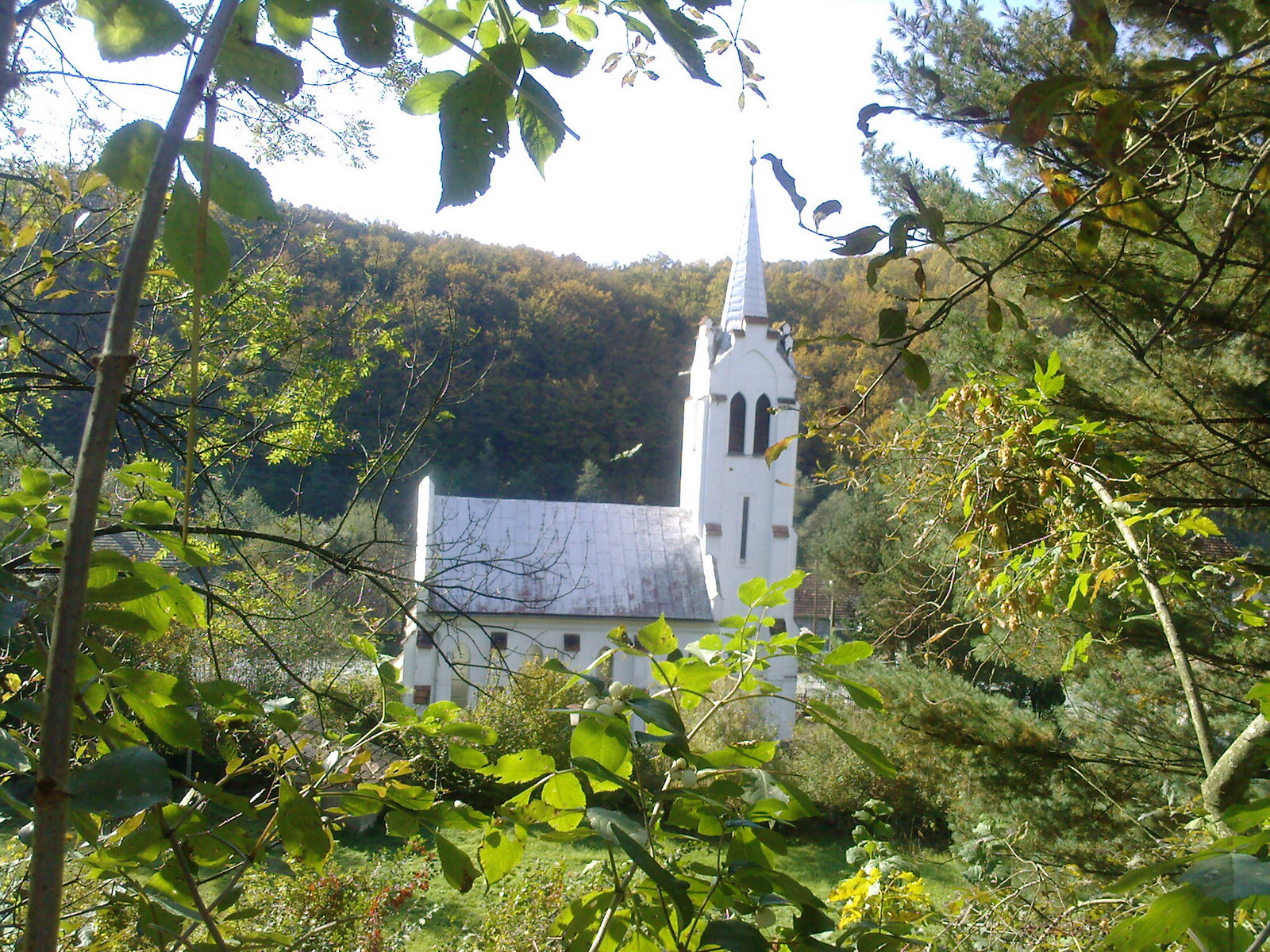
Biserica reformată-calvină
Biserica reformată-calvină (sec.XIX)
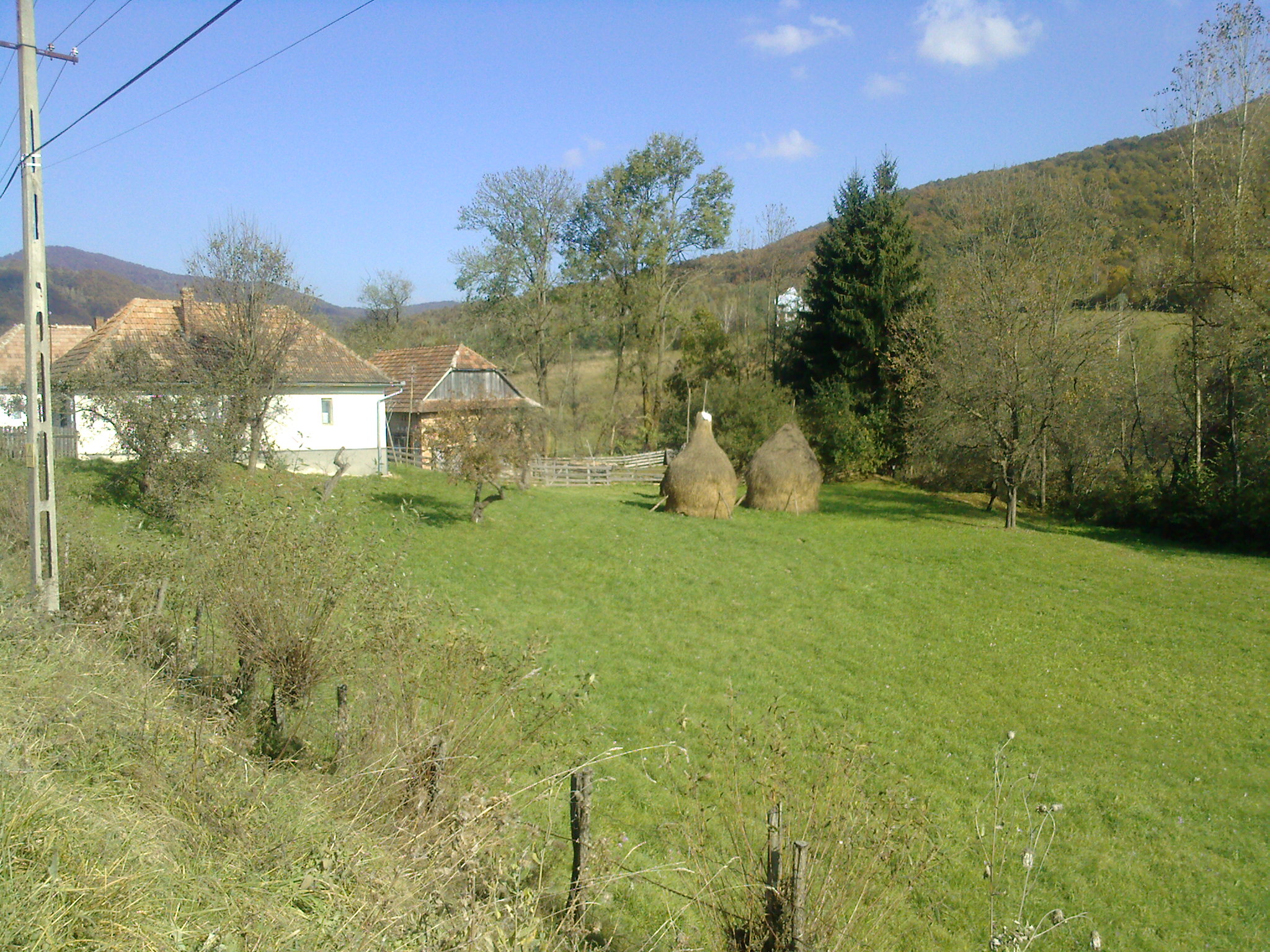
Satul Vânători
Comuna Ciucea și satele componente